# Liu Zhiji
Liu Zhiji (eenvoudig Chinees: 刘知几; traditioneel Chinees: 劉知幾; pinyin: Liú Zhījī;  661–721), omgangsnaam:  Zixuan (子玄), was een Chinese historicus en auteur van een eerste historiografische encyclopedie, de Shitong. Hij werd geboren in Xuzhou gedurende de Tang dynastie. Liu's vader Liu Zangqi en oudere broer Liu Zhirou waren als hoogwaardigheidsbekleders bekend om hun literaire composities. Zijn 4e zoon Liu Zhi maakte ook een encyclopedisch werk, het uit 35 juan bestaande Zhendian. Dit is later uitgebouwd door Du You in de Tongdian. 
In 680 slaagde Liu Zhiji  voor zijn keizerlijk examen en ontving de graad hierin. In 699 werkte hij aan het hof met anderen samen in het maken van verschillende verzamelingen. In 708 besloot hij zich terug te trekken en te starten met het samenstellen van de historiografisch e encyclopedie de Shitong
. Hij deed dat van 708 tot 710. 